# Liste der Monuments historiques in Murs-et-Gélignieux
Die Liste der Monuments historiques in Murs-et-Gélignieux führt die Monuments historiques in der französischen Gemeinde Murs-et-Gélignieux auf.

## Liste der Bauwerke
| Bezeichnung              | Beschreibung | Standort         | Kennzeichnung | Schutzstatus  | Datum     | Bild |
| ------------------------ | ------------ | ---------------- | ------------- | ------------- | --------- | ---- |
| Grotte de la Bonne-Femme |              | Le Molard (Lage) | PA00116349    | Classé Classé | 1913 2011 |      |